# Mikhàilovka (Stàvropol)
Mikhàilovka - Михайловка (rus) - és un poble (un possiólok) del krai de Stàvropol, a Rússia, que en el cens del 2010 tenia 589 habitants. Pertany al districte rural de Zelenokumsk.